# IT-Médico
Sistema IT-Médico é um tipo de instalação elétrica que utiliza transformador de separação e dispositivo de supervisão de isolamento (DSI). É exigido em alguns ambientes de assistência médica especializada, como salas de cirurgia, tratamento intensivo (UTIs e CTIs) e serviços críticos como hemodinâmica. Seu uso diminui riscos de choque elétrico em pacientes e evita o surgimento de arco voltáico e, com isto, ajuda a manter os equipamentos médicos operantes sem interrupção.

## Surgimento do sistema isolado e do sistema IT-Médico

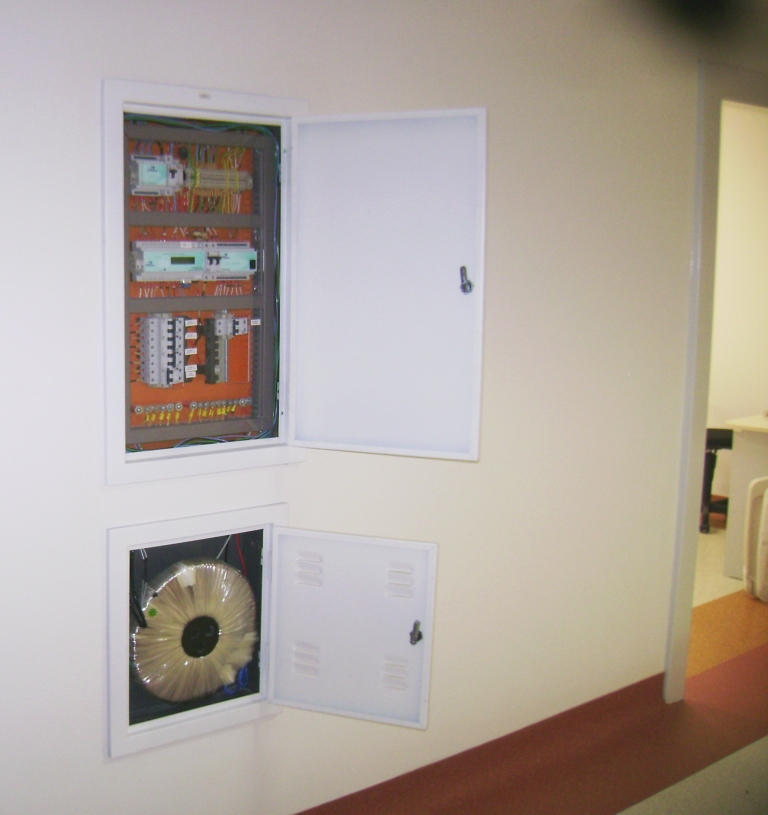
Quadro de distribuição de energia elétrica em salas de cirurgia, com o DSI instalado e, logo abaixo, o quadro com o transformador toroidal de separação.

Nas décadas de 1920 e 1930, alguns estudos já propunham a adoção de sistemas elétricos isolados, mas somente a partir de 1971 esta ideia tornou-se uma proposta discutida amplamente nos EUA. Na revista IEEE Spectrum  de setembro de 1971, Friedlander sintetizou as propostas de instalações elétricas, inclusive da adoção do sistema isolado, em função da situação preocupante existente na época. No artigo, Friedlander abordou as iniciativas de alguns hospitais e concluiu que o treinamento de médicos e de engenheiros biomédicos atuantes em hospitais é a forma mais eficiente para se resolver os problemas detectados.  Na sequência, em 1973, foi proposta pela National Fire Protection Association a NFPA 76B-T (o “T”, que abrevia tentative, indicava que a norma ainda estava em estudo), que propunha a adoção, em todo o país, de um sistema isolado de fornecimento de energia elétrica para salas de cirurgia , o qual ficou conhecido como sistema IT e está normatizado, atualmente, pela norma IEC 60364-7, “Electrical Installations of Buildings: Requirements for Special Installations  or Locations – Medical Locations, Part  710.413.1.5, IT system” (em inglês:  International Electrotechnical Commission, IEC). Esse sistema, que utiliza um transformador de separação, tem como principal função impedir que uma primeira falha interrompa o fornecimento de energia durante a cirurgia. Além disso, também visa a impedir que a primeira falha produza uma centelha elétrica capaz de inflamar os gases produzidos pela evaporação de anestésicos largamente utilizados na época - 1973.
No sistema TN-S, também descrito na IEC 60364-7, que utiliza condutor neutro e condutor fase, a primeira falha é o contato acidental do condutor fase com um ponto aterrado na sala de cirurgia. Este fato proporciona o desarme do disjuntor de proteção e, por consequência, o desligamento imediato da energia, com a paralisação dos equipamentos. 
No sistema IT, em que os condutores de alimentação não possuem tensão elétrica referenciada ao terra, um contato acidental  com o terra não provocaria nenhuma faísca. Mantido este contato, uma segunda falha, colocando em contato com outro ponto aterrado, provocaria a faísca (um curto circuito) e o desligamento da alimentação feito pelos disjuntores de proteção. 
Para aumentar a segurança desse sistema IT é adicionado ao transformador isolador um Dispositivo Supervisor de Isolamento (DSI), capaz de avisar, por meio de um alarme sonoro, quando a resistência elétrica  entre um condutor (qualquer um dos dois) de alimentação do secundário e o aterramento estiver abaixo de um valor selecionado, normalmente 50 kΩ. 
No Brasil, a NBR 5410  descreve o sistema IT como Esquema IT de Aterramento, enquanto a NBR 13534 , que recomenda a adoção desse esquema para uso médico, chama-o de sistema IT-Médico, denominação essa que se julga mais apropriada.
Em um primeiro momento, o sistema IT foi considerado seguro também para proteger em relação ao choque elétrico, pois não havendo um condutor fase referenciado a um ponto aterrado, a corrente elétrica não fluiria entre o fase e o ponto aterrado. Entretanto, isso não corresponde à realidade, porque existem capacitâncias parasitas no transformador de separação, na distribuição dos condutores em seus eletrodutos e nos equipamentos médicos, além das próprias capacitâncias de filtros de linha dos equipamentos eletromédicos. Estas capacitâncias devem ser minimizadas, mas é muito difícil, talvez impossível eliminá-las por completo . O sistema IT-médico é uma grande evolução para a segurança dos pacientes sob cirurgia e em tratamento intensivo, mas ainda não é apalavra final.